# Jesús Cames Valdés
Jesús Cames Valdés är en ort i Mexiko.   Den ligger i kommunen Jalpan och delstaten Puebla, i den sydöstra delen av landet, 170 km nordost om huvudstaden Mexico City. Jesús Cames Valdés ligger 259 meter över havet och antalet invånare är 108.
Terrängen runt Jesús Cames Valdés är huvudsakligen lite kuperad. Jesús Cames Valdés ligger nere i en dal. Runt Jesús Cames Valdés är det tätbefolkat, med 297 invånare per kvadratkilometer. Närmaste större samhälle är Xicotepec de Juárez, 18,6 km sydväst om Jesús Cames Valdés. I omgivningarna runt Jesús Cames Valdés växer huvudsakligen savannskog.